# アレホ・ベラ
アレホ・ベラ（Alejo Vera y Estaca、1834年7月14日 - 1923年2月4日）はスペインの画家である。

## 略歴
カスティーリャ・ラ・マンチャ州、グアダラハラ県のビニュエラス(Viñuelas)で生まれた。地元の学校の教師が絵の才能を認め、グアダラハラ県に美術を学ぶための奨学金の申請することを勧め、申請が認められ、1850年からマドリードの王立サン・フェルナンド美術アカデミーで学び、卒業後はフェデリコ・デ・マドラーソの工房でも学んだ。1856年のスペイン国内の展覧会に出展して佳作を受賞し、1868年のスペインの全国展(Exposición nacional)でもメダルを得た。後援者を得て、1860年からローマに留学した。留学中にスペインの全国展に出展し、高い評価を得た。
1871年からマドリードの商工会議所の天井画を描き、1874年からマドリードの美術学校(Escuela Especial de Pintura, Escultura y Grabado de Madrid)の教授を務めた。1876年にはフィラデルフィア万国博覧会にも出展した。1878年から再びローマに滞在し、1881年にスペインに戻り、その年亡くなったフランシスコ・サンス・カボット(Francisco Sans Cabot:1828-1881)の後任としてサン・フェルナンド美術アカデミーの教授になった。

## 作品

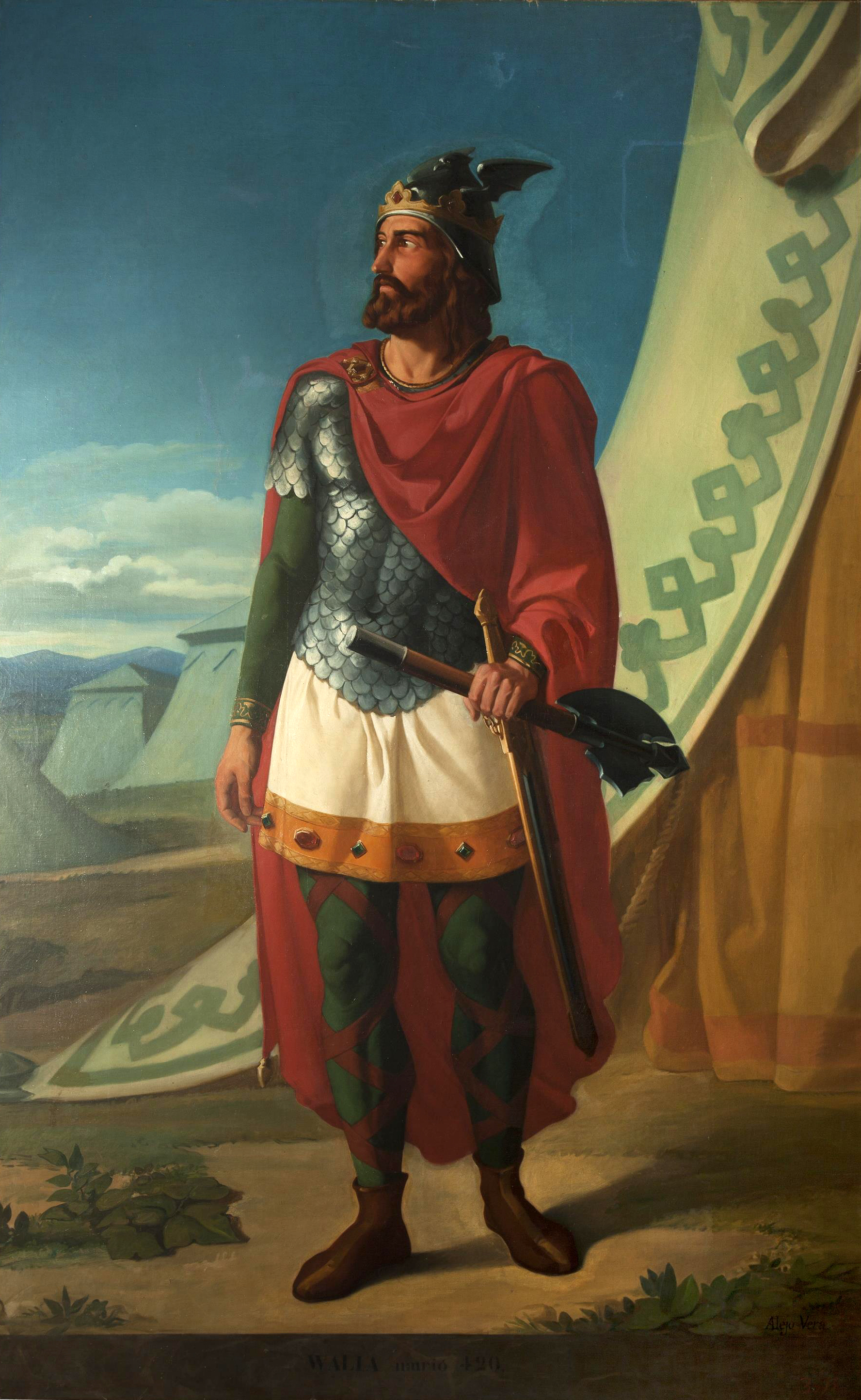
ワリア(1855)
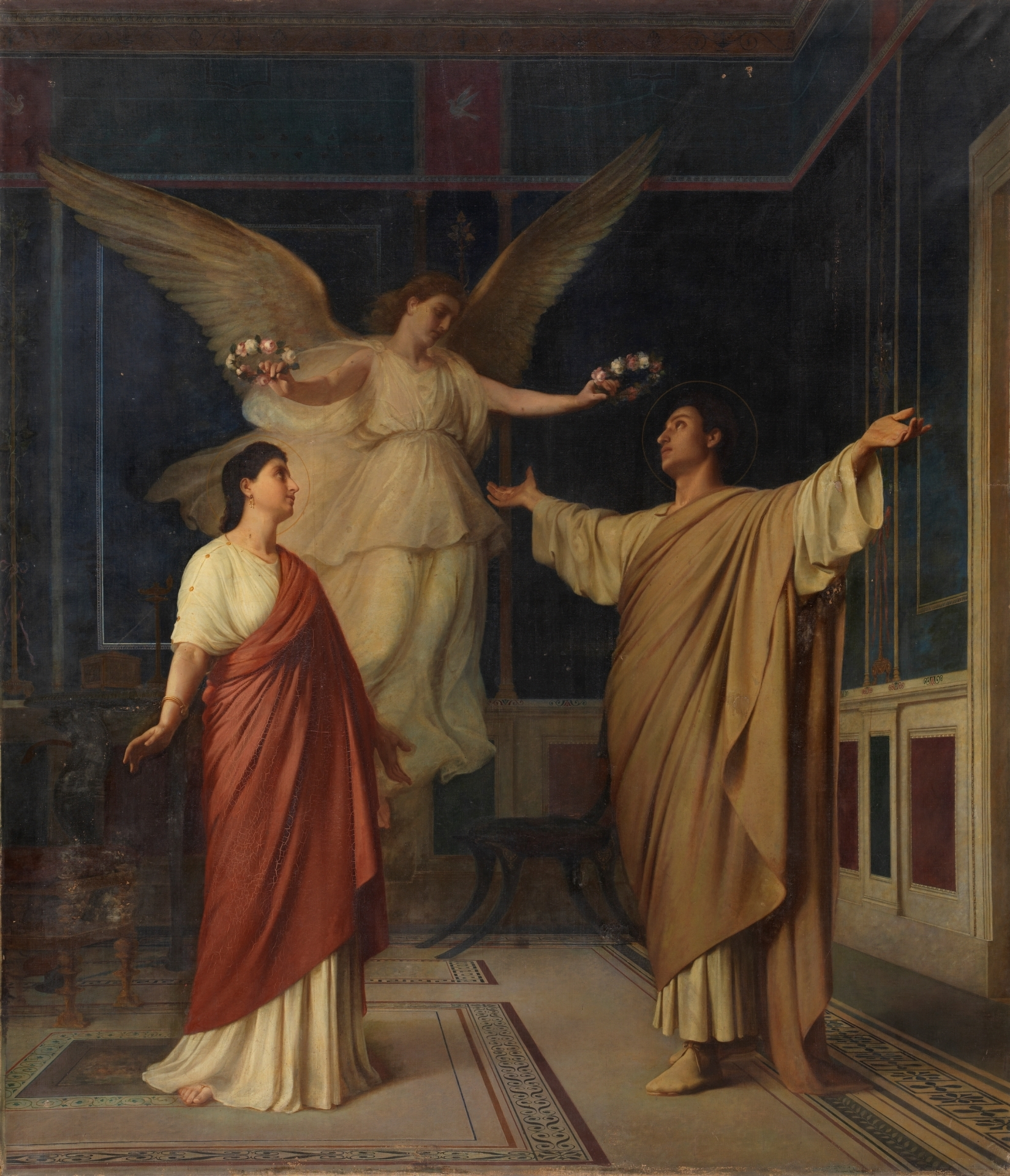
Santa Cecilia y San Valeriano(c.1866)
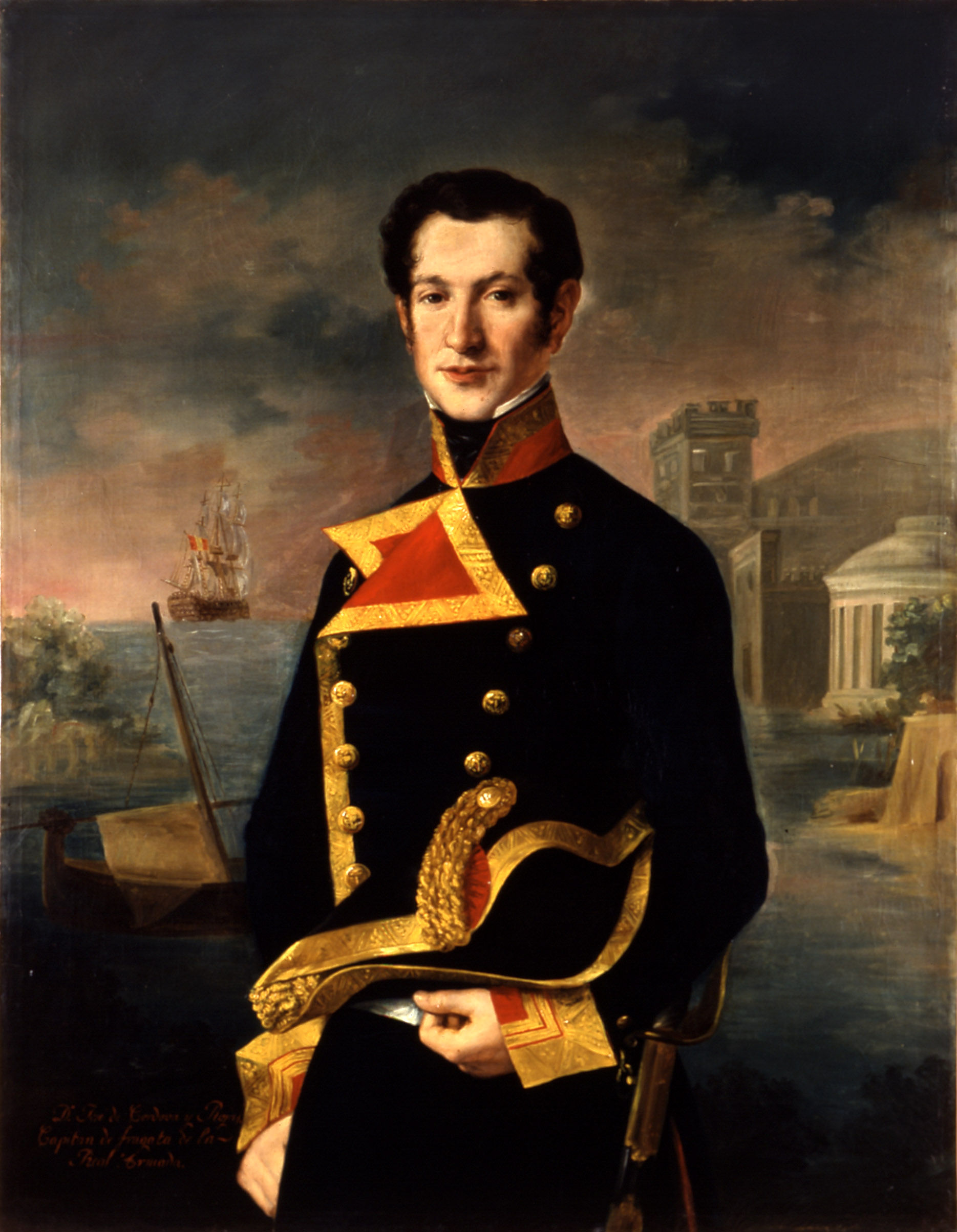
José de Córdoba y Rojas-軍人
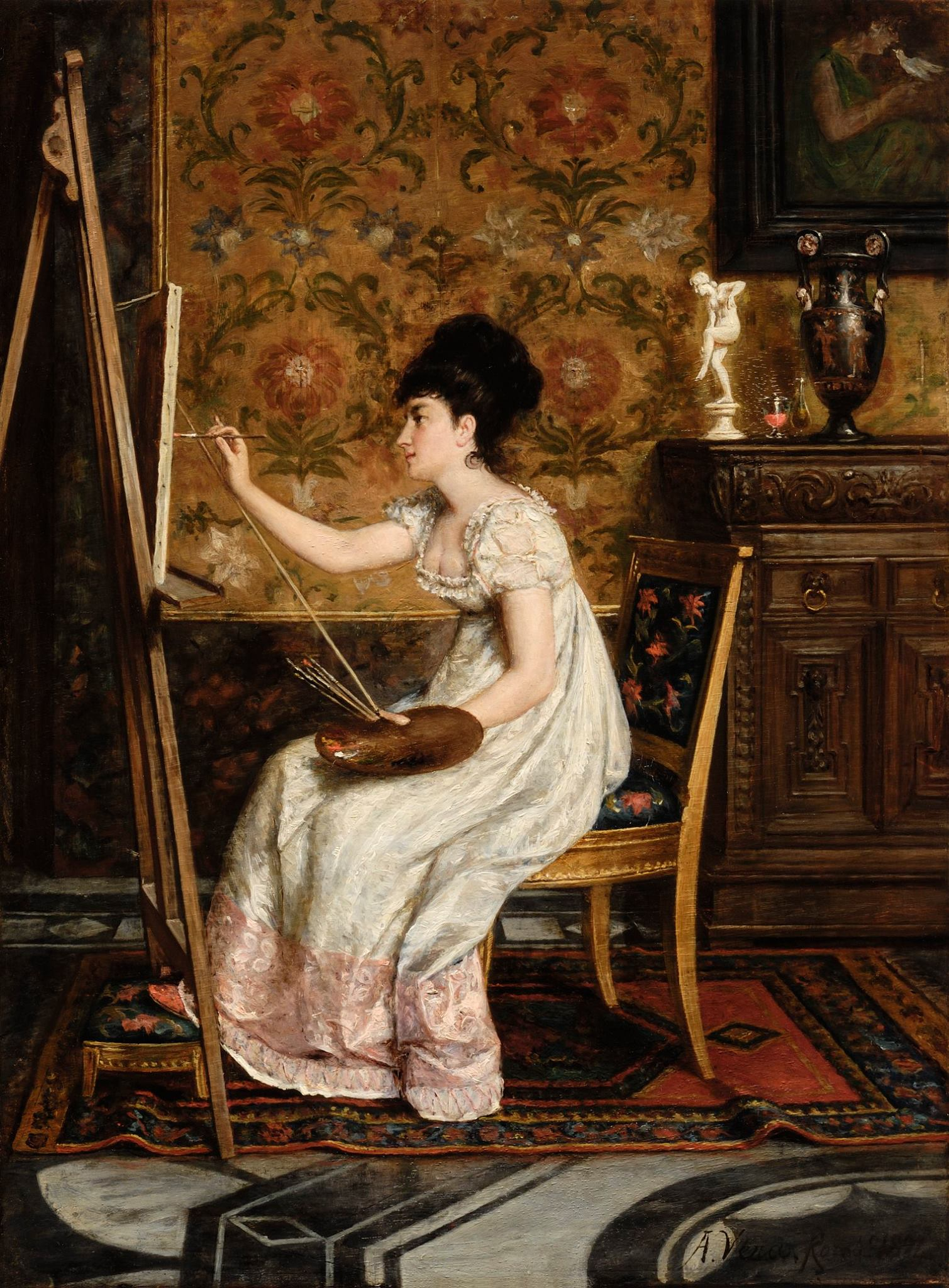
女性画家

## 関連図書
- La pintura de historia del siglo xix en España, exhibition catalog, Madrid, Consorcio para la Organización de Madrid Capital Europea de la Cultura, 1992
- Carlos Reyero, Imagen histórica de España, 1850-1900, Madrid, Espasa Calpe, 1987 ISBN 84-239-5283-5